# Sylvain Dupuis
Sylvain Dupuis (* 9. Oktober 1856 in Lüttich; † 28. September 1931 in Brügge) war ein belgischer Komponist, Dirigent, Musikpädagoge und Konzertorganisator.

## Leben
Sylvain Dupuis, der aus einer Musikerfamilie stammte, erhielt seine musikalische Ausbildung in der Oboenklasse des Lütticher Konservatoriums. 1881 erhielt er den belgischen Grand Prix de Rome für seine Kantate Le Chant de la Création. Danach begab er sich auf Studienreisen in verschiedene Länder Europas. In Paris begegnete er Vincent d’Indy, mit dem ihn eine langjährige Freundschaft verband. Auch reiste er nach Bayreuth, um die dortigen Wagnerfestspiele zu besuchen. Vor 1888 wurde er Professor für Harmonielehre in Lüttich. 
Dupuis machte sich in Lüttich einen Namen als Konzertorganisator, so leitete er 1895 die belgische Erstaufführung von Beethovens Missa solemnis. Hauptsächlich führte er französische Werke auf, von Komponisten wie Debussy oder Berlioz, aber auch Opern von Verdi und Wagner oder den Komponisten der russischen Schule. 1896 gelang es ihm, Richard Strauss als Dirigenten nach Lüttich zu holen und 1899 Gustav Mahler, der dort seine 2. Sinfonie dirigierte.
Im Jahr 1900 erfolgte die Ernennung zum Chefdirigenten der Brüsseler Oper La Monnaie, wo er mehrere Uraufführungen leitete, so L’Étranger von Vincent d’Indy, Le roi Arthus von Ernest Chausson (1903), Pepita Jimenez von Isaac Albéniz (1905) oder Éros vainqueur von Pierre de Bréville (1910). Er leitete die belgischen Erstaufführungen von Wagners Götterdämmerung, der Opern Elektra und Salome von Richard Strauss, sowie Die verkaufte Braut von Bedřich Smetana.
1911 wurde Dupuis als Nachfolger von Jean-Théodore Radoux (1835–1911) zum Direktor des Lütticher Konservatoriums bestellt, eine Funktion, die er bis 1925 im Alter von 69 Jahren ausübte. Gleichzeitig mit dieser Ernennung wurde er in die Musikabteilung der Académie royale de Belgique aufgenommen, sein Nachfolger wurde François Rasse (1873–1955).

## Werk
Dupuis eigene Kompositionen stammen größtenteils aus der Frühzeit seiner Laufbahn. Er komponierte die beiden Opern „Moîna“ und „Coûr d'ognon“ im Lütticher Dialekt (wallonisch), die sinfonische Dichtung „Macbeth“, ein Concertino für Oboe und Orchester sowie Kammermusik und Chorwerke.